# فرودگاه شهری تونیکا
فرودگاه شهری تونیکا (به انگلیسی: Tunica Municipal Airport)  یک فرودگاه همگانی مسافربری با کد یاتا UTM است که یک باند فرود آسفالت دارد و طول باند آن ۲۵۹۰ متر است. این فرودگاه در  کشور ایالات متحده آمریکا قرار دارد و در ارتفاع ۵۹ متری از سطح دریا واقع شده است.